# Harlem Shake (meme)

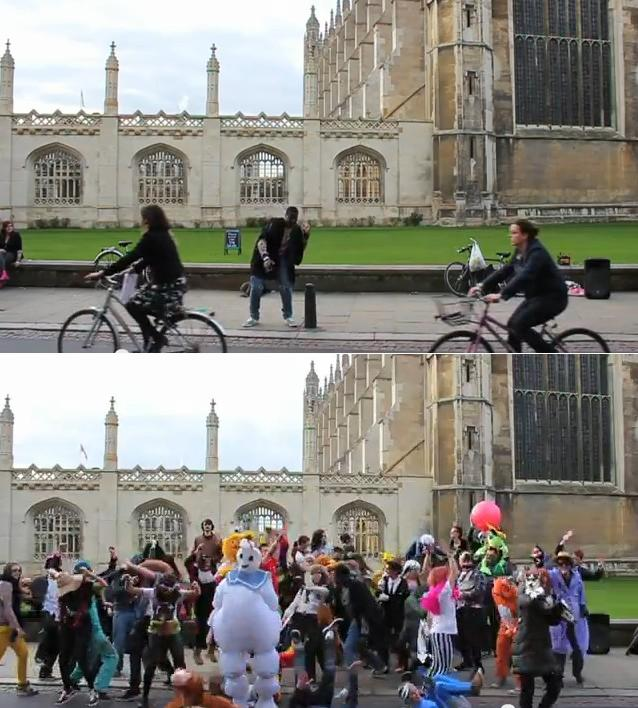
Harlem Shake, Cambridge.

O Harlem Shake (Inglês: Shake significa se requebrar), é um vídeo viral que obteve enorme sucesso em Fevereiro de 2013. A música original foi desenvolvida por Baauer.

## História

### Vídeo original
A origem vem do comercial de televisão do BIG SHAKE disponível no YouTube.
O vídeo original foi postado na internet no dia 22 de maio de 2012 no YouTube.

Ele não adotava o modelo de seu Meme, com pessoas dançando aleatoriamente, como um Flash mob. É, simplesmente, um vídeo de 3 minutos e 17 segundos onde se tem a famosa música completa como faixa de áudio e a capa do álbum que a música pertence como vídeo.

### Sucesso
O pontapé inicial para a proliferação do viral foi um vídeo de 35 segundos - onde 4 pessoas fantasiadas dançam sob um trecho da música original -  postado no YouTube no dia 2 de fevereiro de 2013 pelo canal DizastaMusic cujo grande apresentador atende pelo apelido de FilthyFrank - este homem possui um outro canal no mesmo site chamado TVFilthyFrank, sendo hoje mais conhecido como um músico pelo nome de Joji. O sucesso desse vídeo causou grande apreciamento pelo mundo todo, fazendo o viral ser reproduzido com elementos diferentes por centenas uploaders e vistos por milhões de pessoas em muito pouco tempo. Na Austrália, 15 mineradores foram demitidos por fazerem Harlem Shake durante o trabalho. Em um fórum do Rio Grande do Sul, seis funcionários também foram demitidos após fazer dançar Harlem Shake durante o expediente.